# 기원전 40세기
기원전 40세기는 기원전 4000년부터 기원전 3001년까지의 기간이다. 기원전 40세기 동안에는 량주 문화, 쿠쿠테니-트리필랴 문화 등 많은 문화들이 발생했으며 말의 가축화와 쟁기의 사용 등 여러 중요한 사건들이 발생했다. 이 시기 대한민국은 신석기 시대가 한창이었다.

## 사건

### 근동
- 메소포타미아
  - 기원전 4100년~3100년 경: 우루크 시대가 시작되었다. 우루크의 영토 확장과 원시 쐐기 문자의 발명으로 수메르의 새로운 패권국으로 등극하였다.[1]
  - 기원전 4100년~3100년 경: 메소포타미아에서 육십진법, 천문학과 점성술, 민법, 발달된 수문학, 범선, 돌림판과 바퀴가 발명되었다.[1]
  - 기원전 3500년~2340년 경: 수메르에서 수레와 청동기가 발명되었으며, 지구라트가 건설되었다.[2]
  - 기원전 3000년 경: 주석이 사용되었다.
  - 키시 1~4 왕조 시대가 진행되었다.
  - 에리두에 잔나 사원이 건설되었다.
  - 칼데아 우르 근처의 알우바이디에 사원과 메스칼람두그의 무덤이 건설되었다.
  - 오늘날 아프가니스탄에 거주하던 부족들과 교류했을 가능성이 존재한다.
  - 우르케시가 후르리인들에 의해 건설되었다.
  - 안마당이 메소포타미아 지역의 건축물에 사용되기 시작했다.
  - 쿠라-아락세스 문화의 세력이 메소포타미아 지역으로 남하했다.
- 페르시아
  - 기원전 4000년 경: 수사가 도예의 중심지로 거듭났다.
  - 기원전 3200년 경: 원시 엘람 시대가 시작되었다.
- 아나톨리아 반도와 캅카스
  - 기원전 3700년~3000년 경: 마이코프 문화가 발생했다.
  - 기원전 3400년 경: 쿠라-아락세스 문화가 발생했다.
- 이집트
  - 기원전 4000년~3000년 경: 나카다 문화가 발생했다.[3]
  - 기원전 3500년~3400년 경: 히에라콘폴리스에서 배 모양 항아리가 제작되었다.
  - 기원전 3150년 경: 이집트 선왕조 시대가 막을 내리고 이집트 초기왕조 시대가 시작되었다.
  - 기원전 3100년 경: 나르메르 팔레트가 제작되었다.
  - 이집트 선왕조 시대가 진행되었다.
  - 나일강에서 돛이 사용되었다.
  - 이집트 피라미드의 전신이 되는 마스타바가 건설되었다.
  - 하프와 플루트, 리라, 아르굴, 미즈위즈가 연주되었다.
  - 숫자가 사용되었다.
- 기원전 4000년경: 엘 오마리 문화 발생.

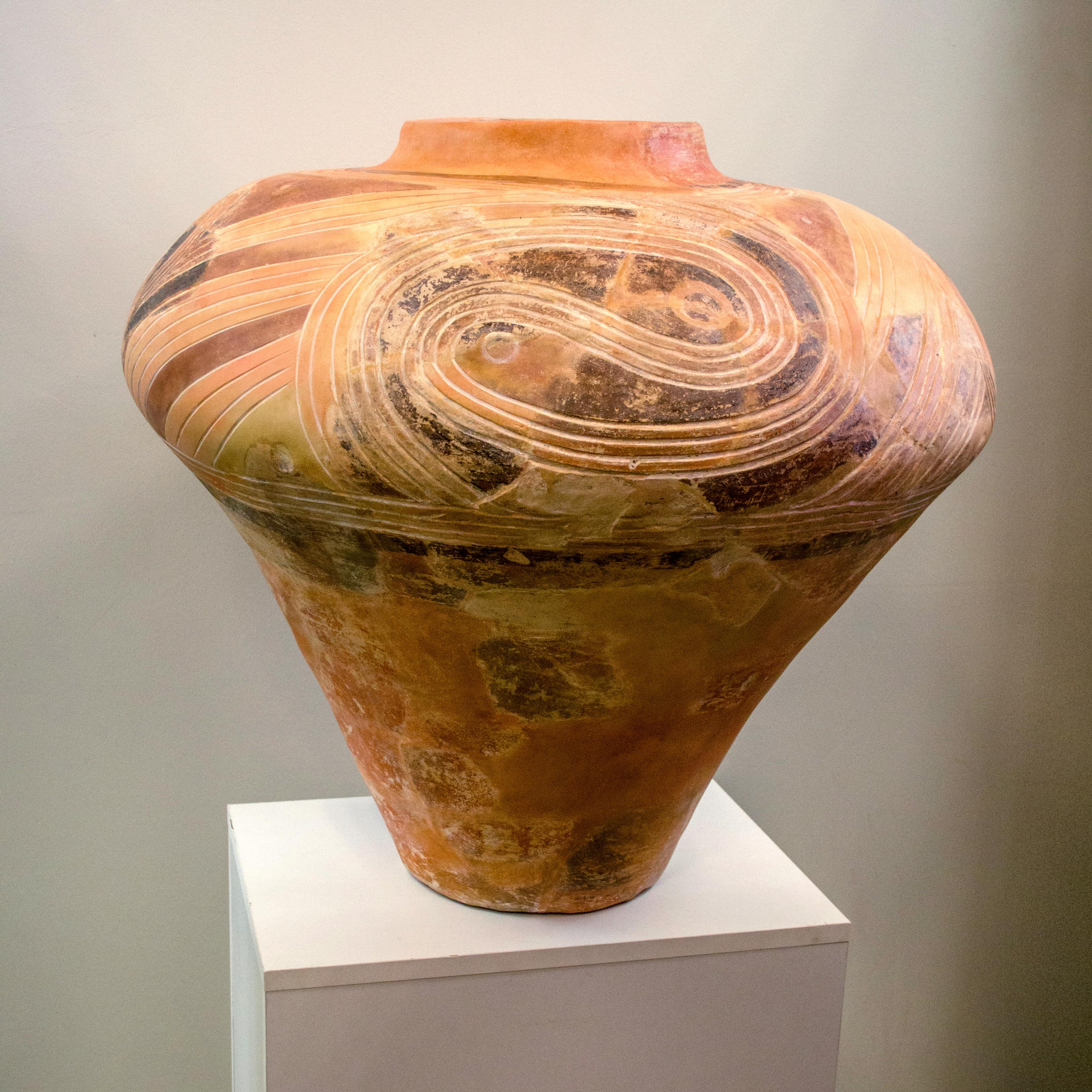
쿠쿠테니-트리필랴 문화의 도자기

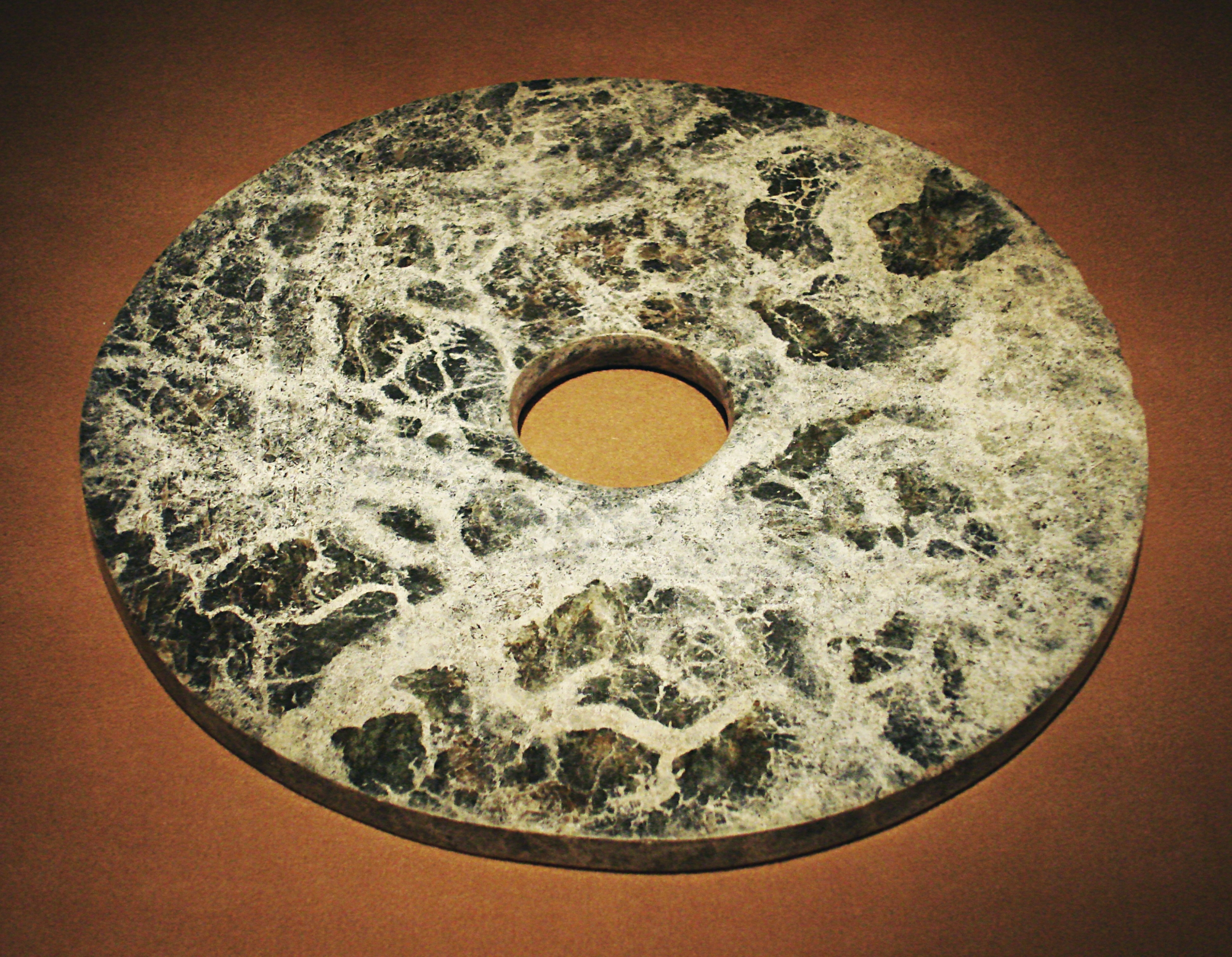
량주 문화의 옥비

- 기원전 4000년경: 쿠쿠테니-트리필랴 문화 발생.
- 기원전 4000년경: 빗살무늬토기 문화 발생.
- 기원전 4000년경: 누두형 비커 문화 발생.
- 기원전 4000년경: 쿠르간 가설에 따른 드네프르-도네츠크 문화의 번성.
- 기원전 3300년경: 량주 문화 발생.

## 발명과 발견, 과학사
- 기원전 4000년경: 유럽에서 야금술이 발달하기 시작함.
- 기원전 4000년경: 수사의 도예 중심지화.
- 기원전 4000년경: 메르헬레바 능선의 건설.
- 기원전 4000년경: 카르나크 열석, 알멘드레스 환상열석의 건설.
- 기원전 3900경: 5.9천년 사건: 홀로세 최악의 사막화 현상. 이로써 녹색 사하라의 신석기 시대가 끝나고 사하라 사막의 건조화가 시작됨. 북아프리카 중앙 지역에서 나일강 유역으로의 인구 이동 가속화.
- 기원전 3800년경: 쟁기의 사용
- 기원전 3500년경: 말의 가축화.
- 이란과 아르메니아 등지에서 포도주를 만들기 위한 시도가 지속됨.[4]

## 환경
- 기원전 3750년 경: 미국 알래스카주 세인트폴섬에서 서식하던 매머드가 멸종되었다. 이는 북아메리카에 서식하던 마지막 매머드였다.[5]
- 기원전 35세기 경: 사하라 사막의 사막화가 시작되었다.[5]
- 기원전 3150년 경: 에디스 크리스탄톨만의 가설에 따르면, 이 시기 지구에 유성이 충돌하여 홀로세 멸종과 대홍수를 발생시켰다.[6]

## 달력
- 기원전 3952년: 베다 베네라빌리스의 달력에 따른 세계의 시작 연도이다.
- 기원전 3761년 10월 6일: 히브리력에 따른 창조 날짜이다.
- 기원전 3102년 2월 18일: 아리아바타의 계산에 따른 칼리 유가의 시작 날짜이다.
- 기원전 3102년: 아리아바타의 계산에 따른 마하바라타의 시작 연도이다.

## 년대와 년도
| 기원전 4000년대 | 전4009 | 전4008 | 전4007 | 전4006 | 전4005 | 전4004 | 전4003 | 전4002 | 전4001 | 전4000 |
| 기원전 3990년대 | 전3999 | 전3998 | 전3997 | 전3996 | 전3995 | 전3994 | 전3993 | 전3992 | 전3991 | 전3990 |
| 기원전 3980년대 | 전3989 | 전3988 | 전3987 | 전3986 | 전3985 | 전3984 | 전3983 | 전3982 | 전3981 | 전3980 |
| 기원전 3970년대 | 전3979 | 전3978 | 전3977 | 전3976 | 전3975 | 전3974 | 전3973 | 전3972 | 전3971 | 전3970 |
| 기원전 3960년대 | 전3969 | 전3968 | 전3967 | 전3966 | 전3965 | 전3964 | 전3963 | 전3962 | 전3961 | 전3960 |
| 기원전 3950년대 | 전3959 | 전3958 | 전3957 | 전3956 | 전3955 | 전3954 | 전3953 | 전3952 | 전3951 | 전3950 |
| 기원전 3940년대 | 전3949 | 전3948 | 전3947 | 전3946 | 전3945 | 전3944 | 전3943 | 전3942 | 전3941 | 전3940 |
| 기원전 3930년대 | 전3939 | 전3938 | 전3937 | 전3936 | 전3935 | 전3934 | 전3933 | 전3932 | 전3931 | 전3930 |
| 기원전 3920년대 | 전3929 | 전3928 | 전3927 | 전3926 | 전3925 | 전3924 | 전3923 | 전3922 | 전3921 | 전3920 |
| 기원전 3910년대 | 전3919 | 전3918 | 전3917 | 전3916 | 전3915 | 전3914 | 전3913 | 전3912 | 전3911 | 전3910 |
| 기원전 3900년대 | 전3909 | 전3908 | 전3907 | 전3906 | 전3905 | 전3904 | 전3903 | 전3902 | 전3901 | 전3900 |
| 기원전 3890년대 | 전3899 | 전3898 | 전3897 | 전3896 | 전3895 | 전3894 | 전3893 | 전3892 | 전3891 | 전3890 |